# Żylaki przełyku

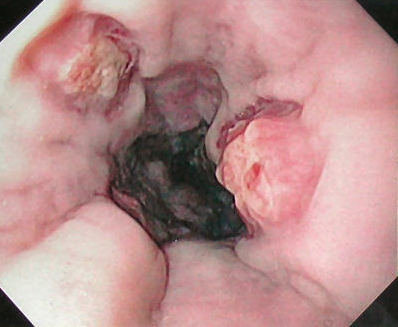
Żylaki przełyku po zabiegu opaskowania, obraz endoskopowy.

Żylaki przełyku (łac. varices oesophagi) – są spowodowane nadciśnieniem wrotnym i przeciążeniem splotu żołądkowo-przełykowego nadmierną ilością przepływającej krwi.

## Objawy kliniczne i przebieg
Często pierwszym objawem żylaków przełyku jest ich najgroźniejsze powikłanie – krwawienie z żylaków przełyku. Większość pozostałych objawów wynika z choroby podstawowej prowadzącej do nadciśnienia wrotnego i w konsekwencji żylaków przełyku.

## Rozpoznanie

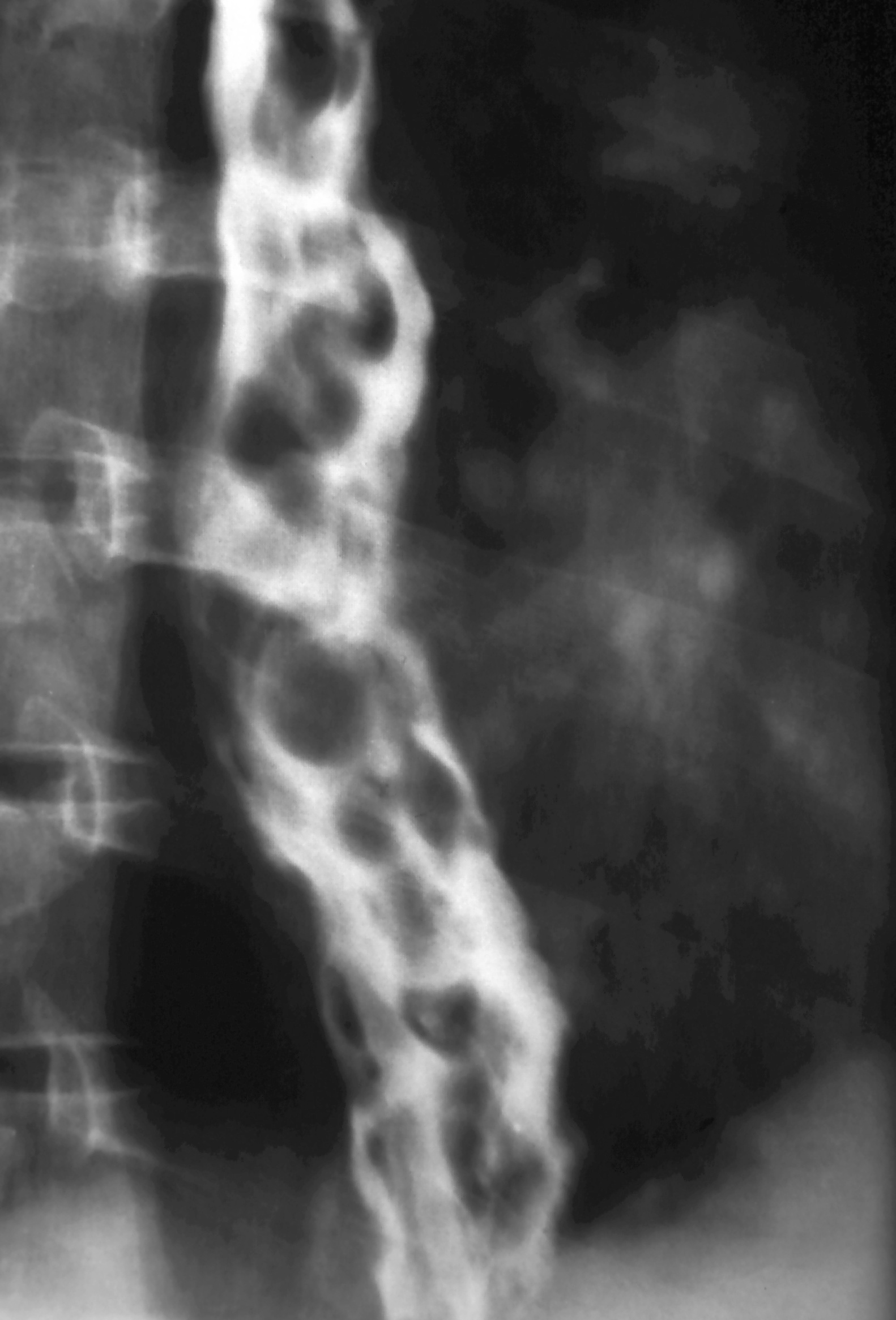
Żylaki przełyku – obraz w badaniu rentgenowskim z kontrastem.

- ezofagoskopia – badanie z wyboru[1]
- zdjęcie kontrastowe przełyku

## Stopnie zaawansowania
- I stopień – wąskie żylaki o prostym przebiegu
- II stopień – poszerzone żylaki o krętym przebiegu zajmujące mniej niż 1/3 obwodu przełyku
- III stopień – szerokie żylaki o krętym przebiegu zajmujące więcej niż 1/3 obwodu przełyku

## Powikłania

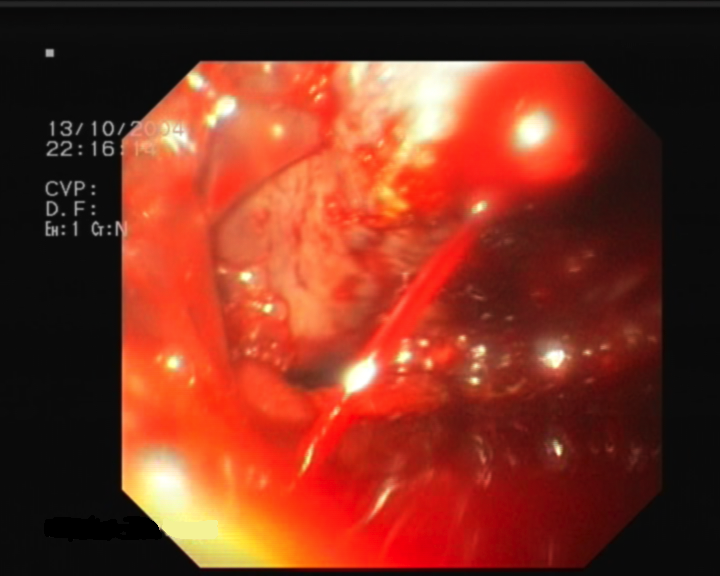
Aktywne krwawienie z żylaka przełyku

Najgroźniejszym powikłaniem żylaków przełyku jest krwotok prowadzący do wstrząsu hipowolemicznego. Objawia się on najczęściej wymiotami treścią krwistą. Wymioty te spowodowane są bezpośrednim emetogennym działaniem krwi. Inne objawy, towarzyszące krwistym wymiotom lub, rzadko, występujące zamiast nich, to hipotensja, stolce krwiste lub smoliste, wymioty fusowate. Około 30% z tych krwotoków jest śmiertelnych. 
Inne potencjalnie śmiertelne powikłania krwawienia z żylaków przełyku to śpiączka wątrobowa, samoistne bakteryjne zapalenie otrzewnej i zespół wątrobowo-nerkowy. Oprócz tego wystąpić mogą powikłania towarzyszące wszelkim krwawieniom z przewodu pokarmowego oraz powikłania zastosowanego leczenia, np. przedziurawienie przełyku czy zatorowość płucna.
W przypadku krwawienia z żylaków przełyku śpiączka wątrobowa spowodowana jest przeciążeniem niewydolnej zazwyczaj (z powodu choroby prowadzącej do nadciśnienia wrotnego) wątroby dużą ilością białka. 

## Rokowanie
U pacjentów, u których wystąpił już jeden epizod krwotoku z żylaków przełyku, istnieje 70% prawdopodobieństwo powtórnego krwawienia w najbliższym czasie. Około 30% kolejnych krwawień okazuje się śmiertelna. Zgon następuje zazwyczaj w dniu krwawienia lub kilka dni po.

## Leczenie
Leczenie możemy podzielić na trzy etapy: leczenie zachowawcze niekrwawiących żylaków przełyku, leczenie paliatywne żylaków, z których występowały krwotoki oraz leczenie interwencyjne w przypadku krwotoku.
W leczeniu zachowawczym farmakologicznym stosuje się nieselektywne blokery receptorów β-adrenergicznych (beta-blokery), np. propranolol, które obniżając rzut serca zmniejszają napływ krwi do układu wrotnego. W przypadku przeciwwskazań do stosowania beta-blokerów, można podawać długodziałające nitraty.
Leczenie paliatywne stosuje się w celu zapobiegania nawrotom krwawienia. Polega ono na wytworzeniu zespoleń wrotno-układowych (między żyłą wrotną a inną żyłą) co umożliwi ominięcie przepływu krwi przez wątrobę i w konsekwencji obniży ciśnienie wrotne.
Leczenie interwencyjne krwotoku – polega na endoskopowym wstrzykiwaniu miejscu krwawienia środka sklerotyzującego (najczęściej polidokanol) lub na zakładaniu zacisków na krwawiące żylaki. Starszą metodą, obecnie rzadko już stosowaną, jest zakładanie tamponady zgłębnikiem Sengstakena i Blakemore’a lub zgłębnikiem Lintona. W przypadku masywnego krwotoku można podawać dożylnie analogi somatostatyny (oktreotyd), które wywołując skurcz tętnic trzewnych zmniejszą ilość krwi napływających do żylaków i ułatwią działanie endoskopowe. Można również stosować terlipresynę.

## Klasyfikacja ICD10
| kod ICD10     | nazwa choroby                  |
| ------------- | ------------------------------ |
| ICD-10: I85   | Żylaki przełyku                |
| ICD-10: I85.0 | Żylaki przełyku z krwawieniem  |
| ICD-10: I85.9 | Żylaki przełyku bez krwawienia |